# Brandon Staley
Brandon Staley (* 10. Dezember 1982 in Perry, Ohio) ist ein US-amerikanischer American-Football-Trainer. Er war von 2021 bis 2023 der Head Coach der Los Angeles Chargers in der NFL. Davor war er bei mehreren NFL-Teams und Universitäten als Assistenztrainer angestellt, unter anderem war er der Defensive Coordinator der Los Angeles Rams während der Saison 2020.

## Frühe Jahre
Brandon Staley wurde am 10. Dezember 1982 in Perry, Ohio geboren, wo er auch aufwuchs. Er besuchte die Perry High School, an der er auch in der Football- und in der Basketballmannschaft aktiv war. In der Footballmannschaft spielte er als Quarterback und konnte seine Mannschaft bis in die Playoffs des Staates Ohio führen. Nach seinem Highschoolabschluss erhielt er ein Stipendium der University of Dayton in Dayton, Ohio, für die er von 2001 bis 2004 spielte. In den letzten beiden Jahren war er der Starter auf der Position des Quarterbacks und konnte dabei den Ball für 2609 Yards und 14 Touchdowns werfen sowie mit dem Ball für 639 Yards und 11 Touchdowns laufen. 2001 und 2002 konnte er mit dem Team die Pioneer Football League gewinnen. Nach seiner Zeit in Dayton wechselte er 2005 noch für ein Jahr an die Mercyhurst University in Erie, Pennsylvania, an der er unter anderem mit seinem Zwillingsbruder Jason zusammenspielte.

## Trainerkarriere

### Frühe Assistenzstationen
Nach dem Ende seiner aktiven Karriere am College entschied sich Staley, als Trainer tätig zu werden. Seine erste Station war von 2006 bis 2008 an der Northern Illinois University, an der er als Graduate Assistant tätig war. Daraufhin wechselte er an die University of St. Thomas in die NCAA Division III, an der er unter anderem Special Teams Coordinator war. Zwischen 2010 und 2011 arbeitete er an der Hutchinson Community College als Assistenz-Cheftrainer und Defensive Coordinator. Daraufhin war er ein Jahr in der NCAA Division I bei der University of Tennessee als Graduate Assistant tätig, ehe er 2013 in die NCAA Division III an die John Carroll University zurück, um dort Defensive Coordinator zu werden. 2014 war er kurzzeitig Defensive Coordinator der James Madison University, ehe er 2014 an seine alte Stelle an der John Carroll University zurückkehrte. Dort wurde er 2016 zum National Coordinator of the Year der Division III gewählt.

### Assistenztrainer in der NFL
Nach seinen vielen Wechseln als Trainer an Universitäten wechselte Staley 2017 in die NFL und wurde dort Trainer der Outside Linebackers bei den Chicago Bears unter deren Cheftrainer John Fox. Diese Position behielt er auch nach der Entlassung von Fox 2018 unter Matt Nagy. Als zur Saison 2019 der Defense Coordinator der Bears, Vic Fangio, zu den Denver Broncos wechselte, um dort Cheftrainer zu werden, wechselte Staley mit ihm dorthin und blieb dort Trainer der Outside Linebackers. Im Januar 2020 wurde er schließlich zum Defense Coordinator der Los Angeles Rams unter Head Coach Sean McVay befördert. Dort schaffte er es, die Defense der Rams zur besten Defense in der NFL zu formen und konnte Aaron Donald zur Wahl zum Defensive Player of the Year verhelfen.

### Cheftrainer der Los Angeles Chargers
Am 17. Januar 2021 wurde Staley als neuer Head Coach der Los Angeles Chargers vorgestellt. Damit trat er die Nachfolge von Anthony Lynn an, der am Ende der Saison 2020 entlassen worden war. Er startete mit seinem Team gut in die Saison und konnte direkt das erste Spiel mit 20:16 gegen das Washington Football Team gewinnen. Mit vier Siegen aus den ersten fünf Spielen waren die Chargers früh auf Playoff-Kurs, konnten an die guten Spiele der ersten Saisonhälfte im zweiten Abschnitt jedoch nur noch bedingt anknüpfen. Nichtsdestotrotz hatten die Chargers bis zum letzten Spiel die Möglichkeit in die Playoffs einzuziehen. Dazu hätte ein Unentschieden gegen die Las Vegas Raiders genügt. Bei einem solchen Ergebnis wären beide Teams in die Playoffs eingezogen, stattdessen hätten die Pittsburgh Steelers diese verpasst. Beim Stand von 32:32 Sekunden vor Ende der Overtime entschied sich Staley, eine Auszeit zu nehmen. In der Folge gelang es den Raiders allerdings, ein neues First-Down zu erzielen und daraufhin durch ein 47-Yard-Field-Goal von Daniel Carlson das Spiel mit 35:32 zu gewinnen, sodass die Chargers die Playoffs mit 9 Siegen und 8 Niederlagen verpassten.
In der Saison 2022 konnten die Chargers unter Staley ihre Bilanz der Vorsaison noch einmal verbessern. Mit 10 Siegen bei 7 Niederlagen wurden sie hinter den Kansas City Chiefs Zweiter in ihrer Division, sodass sie die Playoffs erreichten. Dort unterlagen sie jedoch bereits in der Wildcard-Runde den Jacksonville Jaguars mit 31:30.
Am 15. Dezember 2023 wurde er als Head Coach der Chargers entlassen. Zu diesem Zeitpunkt standen die Chargers bei einer Bilanz von 5–9, am Tag zuvor hatte man mit 21:63 gegen die Las Vegas Raiders verloren.

## Karrierestatistiken
| Team                               | Saison | Regular Season | Regular Season | Regular Season | Regular Season | Regular Season           | Postseason | Postseason  | Postseason | Postseason                                                     |
| Team                               | Saison | Siege          | Niederlagen    | Unterschiede   | Siege %        | Platzierung              | Siege      | Niederlagen | Siege %    | Ergebnis                                                       |
| ---------------------------------- | ------ | -------------- | -------------- | -------------- | -------------- | ------------------------ | ---------- | ----------- | ---------- | -------------------------------------------------------------- |
| Chargers                           | 2021   | 9              | 8              | 0              | 52,9 %         | 3. in der AFC West       | –          | –           | –          | –                                                              |
| Chargers                           | 2022   | 10             | 7              | 0              | 58,8 %         | 2. in der AFC West       | 0          | 1           | 0,0 %      | Niederlage gegen die Jacksonville Jaguars im AFC Wildcard Game |
| Chargers                           | 2023   | 5              | 9              | 0              | 35,7 %         | vor Saisonende entlassen | –          | –           | –          | –                                                              |
| Gesamt                             | Gesamt | 24             | 24             | 0              | 55,9 %         |                          | 0          | 1           | 0,0 %      |                                                                |
| Quelle: pro-football-reference.com |        |                |                |                |                |                          |            |             |            |                                                                |